# Caterina Fake

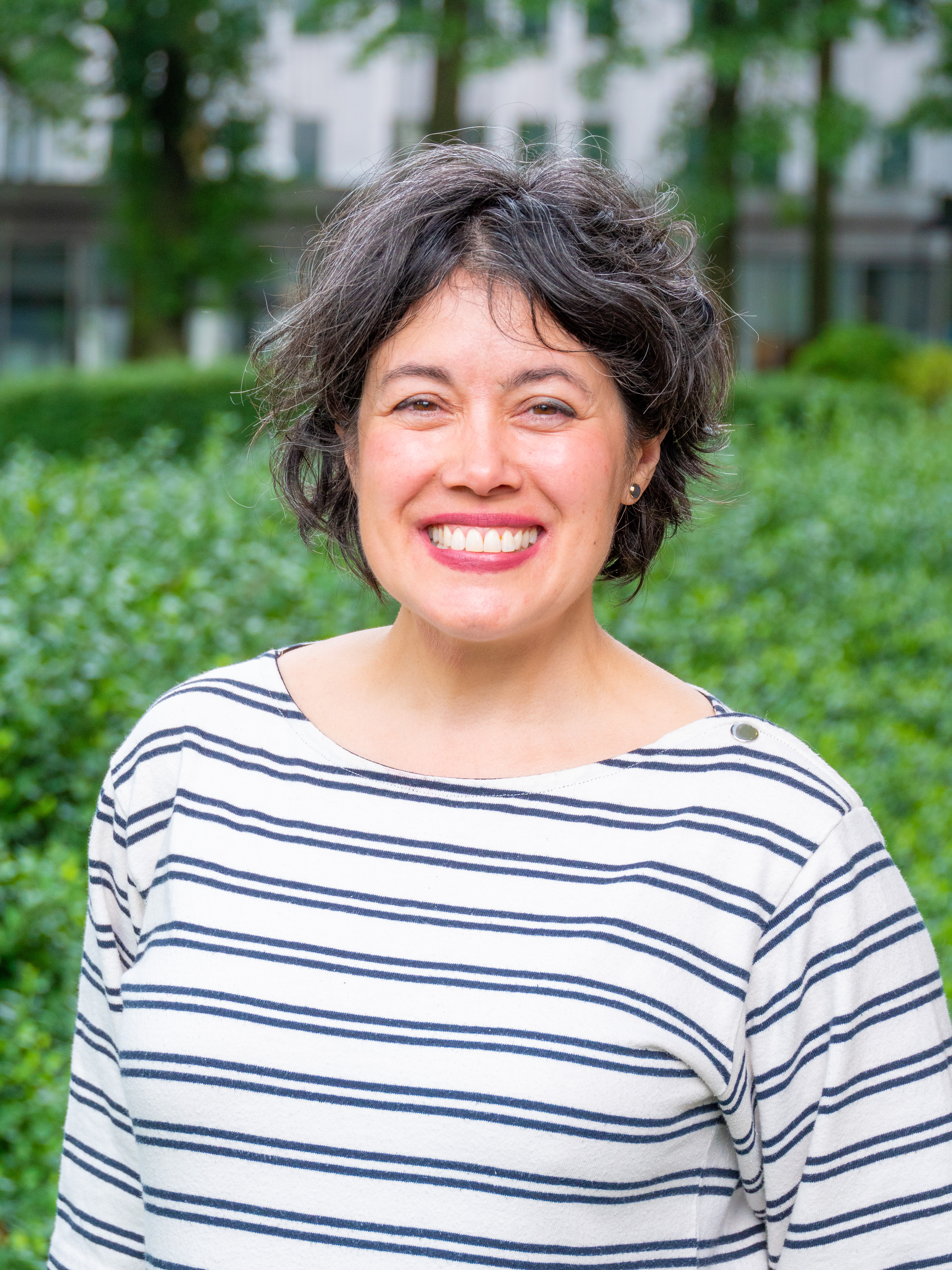
Caterina Fake, 2019

Caterina Fake (* 1969 in Pittsburgh) ist eine US-amerikanische Unternehmerin. Sie war Mitbegründerin der Websites Flickr im Jahr 2004 und Hunch im Jahr 2007. Fake ist Treuhänderin für Non-Profit-Organisationen und war Vorsitzende von Etsy. Für ihre Rolle bei der Gründung von Flickr wurde Fake in die Liste Time 100 des Time Magazins aufgenommen. Sie wurde im Silicon Valley für ihre Arbeit als Business Angel anerkannt.

## Kindheit und Studium
Fake wuchs im Norden von New Jersey bei ihrem amerikanischen Vater und ihrer philippinischen Mutter auf.
Nach ihrem Schulabschluss 1986 an der Privatschule Choate Rosemary Hall in Connecticut nahm sie ein Studium am Smith College auf und wechselte 1989 an das Vassar College, an dem sie ihr Anglistik-Studium 1991 abschloss. Nach verschiedenen Jobs, u. a. als Malergehilfin, Investmentbankerin und in einem Tauchgeschäft, brachte sie sich selbst das Internet bei und begann, Websites und CD-ROMs zu erstellen.

## Karriere
Fake arbeitete zunächst als Art Director für Salon.com, eine 1995 gegründete Nachrichten-Website. Im Jahr 1997 nahm sie eine Stelle als Leiterin der Community-Foren von Netscape an. Ihre Erfahrungen im Bereich Blogging und Online-Communities führten dazu, dass sie im Sommer 2002 zusammen mit Stewart Butterfield und Jason Classon Ludicorp in Vancouver gründete. Das Unternehmen entwickelte ein Massively Multiplayer Online Role-Playing Game namens Game Neverending. Das Spiel kam nicht auf den Markt, aber Fake und Butterfield starteten 2004 ein neues Produkt namens Flickr, das zu einer der weltweit beliebtesten Websites zum Austausch von Fotos wurde. Flickr wurde 2005 von Yahoo für rund 30 Millionen US-Dollar übernommen. Es wurde Teil der Web 2.0-Websites und integrierte Funktionen wie soziale Netzwerke, offene Community-APIs, Tagging und Algorithmen, die die beliebtesten Inhalte hervorbrachten. Nach der Übernahme nahm Fake eine Stelle bei Yahoo an, wo sie die Technologieentwicklungsgruppe leitete, die für ihr Hack Yahoo-Programm und für Brickhouse, eine schnelle Entwicklungsumgebung für neue Produkte, bekannt war. Am 13. Juni 2008 trat sie bei Yahoo zurück.
Im Jahr 2007 gründete sie zusammen mit dem Unternehmer Chris Dixon die Website Hunch, die im November 2011 von eBay für 80 Millionen Dollar übernommen wurde. Seit 2014 heißt das jüngste Projekt von Fake Findery. Es startete im Februar 2012 in einer begrenzten Beta-Phase und hieß ursprünglich Pinwheel. Im Juli 2012 wurde es in Findery umbenannt. Der Hauptsitz des Unternehmens befindet sich in San Francisco.
Fake wurde im August 2008 Mitglied des Vorstands von Creative Commons und 2015 des Kuratoriums des Sundance Institute. Im Jahr 2014 verließ sie den Vorstand von Etsy nach acht Jahren. Zum Zeitpunkt ihres Rücktritts war sie Vorsitzende.
Fake war Gastgeberin des Podcasts „Should This Exist?“, der von Quartz produziert wurde.

## Preise und Auszeichnungen
- 2005: Best Leaders von Bloomberg Businessweek[9]
- 2005: eGang von Forbes[10]
- 2005: Fast 50 von Fast Company[10]
- 2005: 20 Entrepreneurs under 35 von Red Herring[10]
- 2006: Liste Time 100 des Time Magazins zusammen mit Stewart Butterfield, dem Flickr-Mitbegründer, in der Kategorie „Builders and Titans“
- 2009: Ehrendoktor der Rhode Island School of Design[11]
- 2013: Ehrendoktor der Universität The New School[12]
- 2018: Visionary Award des Silicon Valley Forums

## Privatleben
Fake war von 2001 bis 2007 mit Stewart Butterfield verheiratet, mit dem sie Flickr mitbegründete. Sie haben eine gemeinsame Tochter. Seit 2015 ist Fake mit dem Mitbegründer von Jaiku, Jyri Engeström, liiert, und das Paar hat drei gemeinsame Kinder.